# Massimo Pilotti

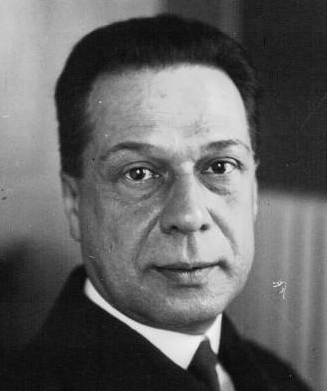
Massimo Pilotti (1927)

Massimo Pilotti (* 1. August 1879 in Rom; † 29. April 1962 ebenda) war ein italienischer Jurist.
Pilotti studierte Rechtswissenschaften und wurde 1901 Richter. 1944 wurde er Präsident des Internationalen Instituts für Privatrechtsharmonisierung und 1949 Mitglied des Ständigen Haager Schiedshofes. Von 1952 bis 1958 war er der erste Präsident des Europäischen Gerichtshofs.